# Zerneque
Zerneque (em turco: Zernek), Zernaque (Zernak) ou Zerinaque (Zerinak) é um bairro (almofala; mahalle) do município e distrito de Gurpenar, na província de Vã, da Turquia. Sua população é de 122 habitantes segundo o censo de 2022.

## História
Zerneque fica num vale perto da estrada de Gurpenar para Coxabe. Tornou-se parte do Império Otomano no século XVI e foi invadida pelo Império Russo durante a Primeira Guerra Mundial. Tem vários monumentos históricos em ruínas, como uma mesquita otomana construída em 1710, cuja cúpula foi provavelmente destruída durante a Primeira Guerra Mundial. Perto da vila há um castelo em ruínas, provavelmente medieval com reparos otomanos. Perto do castelo há outra mesquita antiga. Há também uma casa de banho em ruínas, um hã (pousada à beira da estrada) e um cemitério muçulmano medieval, mas algumas das pedras foram quebradas.